# Cantonul Douvres-la-Délivrande
Cantonul Douvres-la-Délivrande este un canton din arondismentul Caen, departamentul Calvados, regiunea Basse-Normandie, Franța.

## Comune
| Comune                | Populație (1999) | Cod poștal | Cod INSEE |
| --------------------- | ---------------- | ---------- | --------- |
| Bernières-sur-Mer     | ...              | 14990      | 14066     |
| Cresserons            | ...              | 14440      | 14197     |
| Douvres-la-Délivrande | ...              | 14440      | 14228     |
| Hermanville-sur-Mer   | ...              | 14880      | 14325     |
| Langrune-sur-Mer      | ...              | 14830      | 14354     |
| Lion-sur-Mer          | ...              | 14780      | 14365     |
| Luc-sur-Mer           | ...              | 14530      | 14384     |
| Mathieu               | ...              | 14920      | 14407     |
| Plumetot              | ...              | 14440      | 14509     |
| Saint-Aubin-sur-Mer   | ...              | 14750      | 14562     |